# علی بزرگ‌نیا
علی صدرالتجار متخلص به صدر (۱۲۷۳ مشهد – ۱۳۵۱ تهران) که نام خانوادگی بزرگ‌نیا برگزید، بازرگان و مالک و نمایندهٔ مجلس شورای ملی بود.
پدرش حاج عبدالحسین تاجر بود. در مدرسهٔ نو مشهد نزد شیخ محمدحسن شیرازی درس خواند و به کمک معلمان خصوصی با زبان‌های فرانسه و روسی آشنا شد. او عضو انجمن ادبی خراسان بود و غزل و قصیده می‌سرود و اشعارش در جراید محلی و کشوری چاپ می‌شد. برای ادامهٔ تحصیل به اروپا رفت و در انگلستان و فرانسه در حوزه‌های اقتصاد و تجارت تجربه کسب کرد. پس از بازگشت به ایران، وارد عرصهٔ سیاست و عضو حزب دموکرات در خراسان شد.
بزرگ‌نیا در سال ۱۳۰۴ به عضویت مجلس مؤسسان اول از ترشیز (کاشمر) انتخاب شد که در آذر آن سال با تغییراتی در قانون اساسی به سلطنت پهلوی رسمیت بخشید. در سال ۱۳۰۷ در انتخابات دورهٔ هفتم مجلس شورای ملی به نمایندگی بجنورد برگزیده و به عنوان یکی از جوانترین نمایندگان مجلس، منشی هیئت رئیسه شد. اما حمایت عبدالحسین تیمورتاش را از دست داد و دیگر نتوانست در دوره‌های بعد در زمان سلطنت رضاشاه به مجلس راه یابد. در فاصلهٔ بین مجالس هفتم و شانزدهم، به کار ملک‌داری و تجارت پرداخت.
در سال ۱۳۲۸ بزرگ‌نیا بار دیگر به عضویت مجلس مؤسسان، این بار از سبزوار انتخاب شد که تغییراتی در قانون اساسی داد و مجلس سنا را افتتاح کرد. همان سال در انتخابات دورهٔ شانزدهم مجلس شورای ملی، به نمایندگی سبزوار انتخاب شد. در دوره‌های هجدهم، نوزدهم، و بیستم نیز بر همین کرسی تکیه زد.
بزرگ‌نیا پس از رسیدن به هفتاد سالگی قانوناً دیگر نمی‌توانست در انتخابات مجلس رقابت کند، در نتیجه ریاست اتاق بازرگانی سبزوار را بر عهده گرفت. سپس در ۱۳۴۲ به وزارت کار رفت و رئیس ادارهٔ بیمهٔ کارگران شد. در ۱۳۵۱ در اثر سکتهٔ قلبی در تهران درگذشت و جنازه‌اش در مشهد دفن شد.
همسرش صدرالملوک بزرگ‌نیا از نخستین نمایندگان زن در مجلس شورای ملی بود و در دوره‌های بیست‌ودوم و بیست‌وسوم به نمایندگی از خواف در مجلس حضور داشت. برادرش محمد دانش بزرگ‌نیا نیز سابقهٔ نمایندگی مجلس شورای ملی و عضویت مجلس مؤسسان را داشت.
| انتخابات                   | زمان    | حوزهٔ انتخابیه | آرا    | کل آرا | نتیجه | منبع   |
| -------------------------- | ------- | ------------- | ------ | ------ | ----- | ------ |
| مجلس مؤسسان اول            | ۱۳۰۴    | ترشیز         |        |        | برنده | [ ۱۰ ] |
| دور هفتم مجلس شورای ملی    | ۱۳۰۷    | بجنورد        | ۶٬۳۱۳  | ۷٬۲۳۱  | برنده | [ ۱۱ ] |
| دور شانزدهم مجلس شورای ملی | ۱۳۲۸    | سبزوار        | ۱۳٬۸۰۹ | ۱۵٬۵۵۶ | برنده | [ ۱۲ ] |
| مجلس مؤسسان دوم            | ۱۳۲۸    | سبزوار        | ۱٬۲۴۸  |        | برنده | [ ۱۳ ] |
| دور هجدهم مجلس شورای ملی   | ۱۳۳۲    | سبزوار        | ۱۷٬۴۰۴ | ۱۸٬۵۵۷ | برنده | [ ۱۴ ] |
| دور نوزدهم مجلس شورای ملی  | ۱۳۳۵    | سبزوار        | ۹٬۶۸۰  | ۹٬۸۵۵  | برنده | [ ۱۵ ] |
| دور بیستم مجلس شورای ملی   | دی ۱۳۳۹ | سبزوار        | ۶٬۴۰۵  | ۷٬۵۵۱  | برنده | [ ۱۶ ] |